# Bourg-sous-Châtelet
Bourg-sous-Châtelet es una comuna francesa situada en el departamento del Territorio de Belfort, de la región de Borgoña-Franco Condado.

## Geografía
Está ubicada a 10 km al noreste de Belfort.

## Demografía
| 30 | 28 | 45 | 85 | 111 | 126 | 130 | 118 |
| Para los censos de 1962 a 1999 la población legal corresponde a la población sin duplicidades (Fuente: INSEE [Consultar]) |    |    |    |     |     |     |     |